# Yoshito Terakawa
Yoshito Terakawa (寺川 能人, Terakawa Yoshito) est un footballeur japonais, né le 6 septembre 1974 à Hyōgo.

## Biographie
Yoshito Terakawa fait ses débuts professionnels avec le Yokohama Marinos. Il fait ses débuts en championnat en 1995 mais ne parvient pas à s'imposer. Il rejoint ensuite Albirex Niigata en 2000 puis joue à  Oita Trinita, revient à Albirex en 2004 avant de s'engager avec le Shonan Bellmare en 2009. Le 22 novembre 2012, il annonce l'arrêt de sa carrière alors qu'il joue avec le FC Ryukyu.
Il devient ensuite entraîneur de l'école de football d'Albirex.